# Sowood
Sowood – wieś w Anglii, w hrabstwie ceremonialnym West Yorkshire, w dystrykcie metropolitalnym Calderdale. Leży 27 km na południowy zachód od miasta Leeds i 267 km na północny zachód od Londynu.